# Jean Chatenet
Pour les articles homonymes, voir Chatenet (homonymie).
Jean Chatenet, né Jean Chamarat le 6 août 1932 et mort le 2 mai 2017 à Paris, est un écrivain français, également auteur et producteur de radio et de télévision.

## Biographie
Après des études de lettres à la faculté des lettres de Paris, il publie six romans aux Éditions du Seuil : L'Étrange nuit d'un garçon rangé, Comicos ou l'Envers du décor, Mémoires d'un sybarite, Le Cœur double, Petits Blancs, vous serez tous mangés, Ma Chair entre mes dents. Il a travaillé pour la radio-télévision ivoirienne, de 1966 à 1968. Producteur de télévision et de radio, il remporte un 7 d'or et par deux fois le prix de la critique, et le prix Alfred-Née de l'Académie française pour Petits blancs, vous serez tous mangés. Passionné de haute montagne, il a également publié un roman historique, Le Passage de la montagne, aux Éditions du Seuil en 1998, qui raconte l'histoire d'une jeune vaudoise enlevée et convertie dans un village de Savoie à la fin du XVIIe siècle.

## Romans
- L'Étrange nuit d'un garçon rangé, 1958.
- Comicos ou l'Envers du décor, 1962. Prix Paul-Flat de l’Académie française en 1963
- Mémoires d'un sybarite, 1964.
- Le Cœur double, 1968.
- Petits Blancs, vous serez tous mangés, 1970; réédition, 2008. Prix Alfred-Née de l’Académie française en 1971.
- Ma Chair entre mes dents, 1973.
- Le Passage de la montagne, 1998.

## Filmographie
Réalisateur
- Assassinat de Concino Concini, 1976

Scénariste
- Lumière violente, 1970
- La légende du quatrième Roi, 1970
- Le seize à Kerbriant, 1972
- Coup de sang, 1973
- Héloïse et Abélard, 1973
- Ardéchois Coeur Fidèle, (TV Mini-Series, 6 épisodes), 1974
- L'attentat de Damiens, 1974
- Le docteur noir, 1975
- Marie-Antoinette (TV Mini-Series, 4 épisodes), 1975-1976
- La vie de Marianne, 1976
- Les cinq dernières minutes (TV Series, 4 épisodes), 1975-1977
- Les samedis de l'histoire, 1977
- Les Eygletière (TV Mini-Series, 6 épisodes), 1978
- La lumière des justes TV Mini-Series, 3 épisodes), 1979
- Les yeux bleus, 1979
- Les amours de la belle époque, 1979
- Le comte de Monte-Cristo, 1979
- Le nœud de vipères, 1980
- Commissaire Moulin(TV Series, 3 épisodes), 1976-1980
- Messieurs les jurés (TV Series, 2 épisodes), 1978 - 1980
- Le calvaire d'un jeune homme impeccable, 1981
- Le roman du samedi: Un prêtre marié, 1981
- Les amours des années grises (TV Series, 1 épisode), 1982
- Marianne (TV Series, 30 épisodes), 1983
- Catherine (TV Series, 60 épisodes), 1986
- Le Gerfaut (TV Series, 30 épisodes), 1987
- Anges et loups (TV Series), 1988
- La comtesse de Charny (TV Mini-Series), 1989
- L'or et le papier (TV Series), 1990
- La florentine (TV Mini-Series), 1991